# Ellen Barkin
Ellen Rona Barkin (ur. 16 kwietnia 1954 w Nowym Jorku) – amerykańska aktorka. Laureatka nagrody Emmy i Tony Award, była dwukrotnie nominowana do Złotego Globu.

## Życiorys

### Wczesne lata
Urodziła się w rodzinie żydowskiej. Jej ojciec Sol Barkin pracował jako ekspedient sklepu chemicznego, matka Evelyn (z domu Rozin) zatrudniona była jako szpitalna administratorka. Dorastała w południowym Bronksie i Queens.
W latach 1969–1972 uczęszczała do High School of the Performing Arts na Manhattanie oraz do Hunter College w Nowym Jorku (na wydziale historii i dramatu). Dorabiała jako kelnerka w awangardowym Klubie Ocean, kontynuowała naukę w nowojorskim Actors Studio.

### Kariera
Zadebiutowała rolą kobiety grającej na gitarze w komedii Samochód z marihuany (Up in Smoke, 1978). W 1980 wystąpiła po raz pierwszy na scenie Ensemble Studio Theatre w przedstawieniu Kawa po irlandzku (Irish Coffee). Następnie wzięła udział w dwóch produkcjach telewizyjnych – dramacie historycznym NBC Kent State (1981) i filmie sensacyjnym Warner Bros. Opieramy się (We're Fighting Back, 1981). Występowała na scenie off-Broadwayu w sztukach: Skrajności (Extremities) z Susan Sarandon (1982) i Eden Court (1985).
Została dostrzeżona w roli zaniedbywanej przez męża Beth Schreiber w komediodramacie Barry’ego Levinsona Diner (1982). Następnie stworzyła zauważone role drugoplanowe w dramatach: Pod czułą kontrolą (Tender Mercies, 1983) Bruce’a Beresforda, Daniel (1983) Sidneya Lumeta, Niezwykłe zmiany w ostatniej chwili (Enormous Changes at the Last Minute, 1983), muzycznym Eddie i krążowniki (Eddie and the Cruisers, 1983) oraz Harry i syn (Harry & Son, 1984) Paula Newmana.
Zagrała Penny Priddy w przygodowej komedii romantycznej z elementami sci-fi Przygody Buckaroo Banzai. Przez ósmy wymiar (The Adventures of Buckaroo Banzai Across the 8th Dimension, 1984) i księżniczkę Henriettę w jednym z odcinków baśniowego serialu CBS Księżniczka, która nigdy się nie śmiała (Faerie Tale Theatre: The Princess Who Had Never Laughed, 1985). Pozytywne recenzje przyniosły jej filmy: Poza prawem (Down by Law, 1986) Jima Jarmuscha, Brudne pieniądze (Clinton and Nadine, 1988), Morze miłości (Sea of Love, 1989), Johnny Przystojniak (Johnny Handsome, 1989) i Chłopięcy świat (This Boy's Life, 1993). Za dwie role – ciotki Aunt Starr, duszę towarzystwa w dramacie familijnym Pustynny kwiat (Desert Bloom, 1986) i prawniczki zajmującej się sprawą zgwałcenia w filmie Wielki luz (The Big Easy, 1987) – została uhonorowana hiszpańską nagrodę Sant Jordi w Barcelonie.
Kreacja powracającej z zaświatów blondynki o męskiej mentalności w komedii fantastycznej Blake’a Edwardsa Switch: Trudno być kobietą (Switch, 1991) przyniosła jej nominację do Złotego Globu dla najlepszej aktorki w filmie komediowym lub musicalu. Za rolę prezenterki audycji radiowej w dreszczowcu Tony’ego Scotta Fan (The Fan, 1996) otrzymała nagrodę Blockbuster Entertainment. Jej telewizyjna postać alkoholiczki Glory Marie Jackson, ofiary agresji samobójczo zmarłego męża, w dramacie ABC Zanim kobietom wyrosły skrzydła (Before Women Had Wings, 1997) została nagrodzona Emmy i Złotą Satelitą oraz była nominowana do Złotego Globu dla najlepszej aktorki drugoplanowej w serialu, miniserialu lub filmie telewizyjnym.
W 2002 w teatrze im. Eugene’a O’Neilla wystąpiła w roli Simone w jednoaktowym monologu Short Talks on the Universe. W 2011 za rolę dr Emmy Brookner w sztuce Normalne serce w reż. Joela Greya na scenie Broadwayu otrzymała Tony Award. W latach 2016–2019 grała główną rolę Janine „Smurf” Cody w serialu sensacyjnym TNT Królestwo zwierząt.

## Życie prywatne
W 1985 była trzecią stroną rozpadu nieformalnego związku Erica Robertsa i Sandy Dennis. 18 września 1988 zawarła związek małżeński z aktorem Gabrielem Byrne, z którym ma syna Jacka Daniela (ur. 1989) i córkę Romey Marion (ur. 1992). 26 maja 1999 Barkin i Byrne się rozwiedli. 28 czerwca 2000 wyszła za bankiera, przedsiębiorcę i inwestora Ronalda O. Perelmana, z którym rozwiodła się 14 lutego 2006.
W 1998 romansowała z aktorem Johnnym Deppem, z którym pracowała przy filmie Las Vegas Parano. W latach 2010–2011 była w związku z Samem Levinsonem.

## Filmografia

### Filmy
- 1978: Samochód z marihuany (Up in Smoke) jako kobieta grająca na gitarze
- 1981: Kent State (TV) jako Studentka
- 1981: Opieramy się (We're Fighting Back, TV) jako Chris Capoletti
- 1982: Diner jako Beth Schreiber
- 1982: Parole (TV) jako Donna
- 1983: Pod czułą kontrolą (Tender Mercies) jako Sue Anne
- 1983: Daniel jako Phyllis Isaacson
- 1983: Niezwykłe zmiany w ostatniej chwili (Enormous Changes at the Last Minute) jako Virginia
- 1983: Eddie i krążowniki (Eddie and the Cruisers) jako Maggie Foley
- 1984: Harry i syn (Harry & Son) jako Kate Wilowski
- 1984: Przygody Buckaroo Banzai. Przez ósmy wymiar (The Adventures of Buckaroo Banzai Across the 8th Dimension) jako Penny Priddy
- 1986: Poza prawem (Down by Law) jako Laurette
- 1986: Pustynny kwiat (Desert Bloom) jako Aunt Starr
- 1986: Akt zemsty (Act of Vengeance) jako Annette Gilly
- 1987: Sjesta (Siesta) jako Claire
- 1987: Wielki luz (The Big Easy) jako Anne Osborne
- 1988: Brudne pieniądze (Clinton and Nadine) jako Nadine Powers
- 1989: Morze miłości (Sea of Love) jako Helen Cruger
- 1989: Johnny Przystojniak (Johnny Handsome) jako Sunny Boyd
- 1991: Switch: Trudno być kobietą (Switch) jako Amanda Brooks
- 1992: Kłopoty z facetami (Man Trouble) jako Joan Spruance
- 1992: Mac jako Oona Goldfarb
- 1993: Chłopięcy świat (This Boy's Life) jako Caroline Wolff Hansen
- 1995: Dziki Bill (Wild Bill) jako Calamity Jane
- 1995: Złe towarzystwo (Bad Company) jako Margaret Wells
- 1996: Fan (The Fan) jako Jewel Stern
- 1997: Zanim kobietom wyrosły skrzydła (Before Women Had Wings) jako Glory Marie Jackson
- 1998: Las Vegas Parano jako kelnerka w North Star Cafe
- 1999: Zabójcza piękność (Drop Dead Gorgeous) jako Annette Atkins
- 2000: Więzy zła (Mercy) jako detektyw Catherine Palmer
- 2004: Palindromy (Palindromes) jako Joyce Victor
- 2004: Ona mnie nienawidzi (She Hate Me) jako Margo Chadwick
- 2007: Ocean’s Thirteen jako Abigail Sponder
- 2009: Gliniarze z Brooklynu (Brooklyn's Finest) jako agent Smith
- 2010: Odlot jako matka Jessiki Brayson
- 2011: Kolejny szczęśliwy dzień (Another Happy Day) jako Lynn Hellman
- 2014: Magik z Nowego Jorku (The Cobbler) jako Elaine Greenawalt

### Seriale TV
- 1985: Księżniczka, która nigdy się nie śmiała (Faerie Tale Theatre: The Princess Who Had Never Laughed) jako księżniczka Henrietta
- 2001: Bobby kontra wapniaki (King of the Hill) jako Lenore
- 2012: Współczesna rodzina (Modern Family) jako Mitzy Roth
- 2012–2013: Rodzinka jak inne (The New Normal) jako Jane Forrest
- 2015: Happyish jako Dani Kirschenbloom
- 2016–2019: Królestwo zwierząt jako Janine „Smurf” Cody